# Сергије Валамски
Сергије Валамски је православни монах коме се приписује улога просветитеља карелских паганских племена и афирматора хришћанства у области северне Ладоге. По монашком предању, заједно са Германом Валамским, ктитор је Валамског манастира.
Сергијев живот се обично приписује 10. веку и назива се Грком. Древне Новгородске хронике сведоче да су мошти светих Сергија и Германа пренете су у Новгород приликом најезде Швеђана 1163-1164. „У лето 1163. поставио је архиепископа Јована Первага у Велики Новгород, а и раније је било епископа. Истог лета стечене су и пренете мошти преподобних отаца наших Сергија и Германа Валаамских, новгородских чудотвораца под архиепископом новгородским Јованом.
У селу Богдашеву у Здолбуновском деканату Ривне епархије налази се свети извор Светог Сергија и Германа Валаамског. Вода са извора лечи стомачне тегобе. Воду у овом извору освештава настојатељ Крстовдвиженског храма протојереј Сергије (Рудјук) уочи Богојављења и на дан сећања светих (11. јул ).